# Župnija Šmartno pod Šmarno goro
Župnija Šmartno pod Šmarno goro (tudi župnija sv. Martina) je rimskokatoliška župnija v Šmartnem pod Šmarno goro, ki spada pod dekanijo Ljubljana - Šentvid nadškofije Ljubljana.
Župnijska cerkev je cerkev sv. Martina.

## Zgodovina
Župnija je bila prvič omenjena leta 1118. Današnjo velikost je dosegla leta 1936.
Iz župnije prihajajo naslednji znani duhovniki in misijonarji: Janez Avsenik, France Buh, Marko Čižman, Marko Novak, France Rebol, Anton Rebol in Alojzij Uran, nekdanji ljubljanski nadškof.

## Objekti
V župniji se trenutno nahajajo naslednji župnijski objekti:
- cerkev sv. Martina, Šmartno pod Šmarno goro (župnijska cerkev),
- cerkev sv. Lenarta, Spodnje Gameljne (podružnična cerkev),
- cerkev sv. Andreja, Srednje Gameljne (podružnična cerkev),
- cerkev sv. Križa, Rašica (podružnična cerkev),
- cerkev sv. Jurija, Tacen (podružnična cerkev) in
- župnišče.